# Табашино (селище)
Таба́шино (рос. Табашино, марій. Табашино) — селище у складі Оршанського району Марій Ел, Росія. Входить до складу Марковського сільського поселення.

## Населення
Населення — 37 осіб (2010; 25 у 2002).
Національний склад (станом на 2002 рік):
- росіяни — 92 %